# Districtul Kisbér
Kisbér (în maghiară Kisbéri járás) este un district în județul Komárom-Esztergom, Ungaria.
Districtul are o suprafață de 510,55 km2 și o populație de 20.221 locuitori (2013).